# Торрес, Пау
Па́у Франси́ско То́ррес (исп. Pau Francisco Torres; род. 16 января 1997, Вильярреаль) — испанский футболист, защитник английского клуба «Астон Вилла» и сборной Испании. Серебряный призёр Олимпийских игр 2020 года в Токио и участник чемпионата Европы 2020 года.

## Клубная карьера
Торрес — воспитанник клуба «Вильярреал» из своего родного города. В 2016 году для получения игровой практики Пау начал выступать за дублирующий состав. 27 ноября 2017 года в матче против «Севильи» он дебютировал в Ла Лиге. Летом 2018 года для получения игровой практики Торрес был арендован «Малагой». 18 августа в матче против «Луго» он дебютировал в Сегунде. 3 ноября в поединке против «Осасуны» Пау забил свой первый гол за «Малагу». По окончании аренды Торрес вернулся в «Вильярреал». 5 октября 2019 года в поединке против «Осасуны» Пау забил свой первый гол за «Вильярреал». В 2021 году Торрес помог клубу выиграть Лигу Европы.

## Международная карьера
15 ноября 2019 года в отборочном матче чемпионата Европы 2020 против сборной Мальты Торрес дебютировал за сборную Испании. В этом же поединке он забил свой первый гол за национальную команду.
В 2021 году Торрес стал полуфиналистом чемпионата Европы 2020. На турнире он сыграл в матче против сборных Швеции, Польши, Словакии, Италии, Хорватии и Швейцарии.
В 2021 году в составе олимпийской сборной Испании Торрес принял участие в летних Олимпийских играх 2020 в Токио. На турнире он сыграл в матчах против команд Египта, Австралии, Аргентины, Кот-д’Ивуара, Египта и Бразилии.

### Голы за сборную Испании
| № | Дата           | Место                             | Противник | Счёт | Результат | Соревнование                       |
| - | -------------- | --------------------------------- | --------- | ---- | --------- | ---------------------------------- |
| 1 | 15 ноября 2019 | Рамон де Карранса, Кадис, Испания | Мальта    | 3:0  | 7:0       | Чемпионат Европы 2020 квалификация |

## Достижения
«Вильярреал»
- Победитель Лиги Европы УЕФА: 2020/21

Олимпийская сборная Испании
- Серебряный призёр Олимпийских игр: 2020